# SN 2000cm
SN 2000cm – supernowa typu Ia odkryta 31 maja 2000 roku w galaktyce A121259+0718. W momencie odkrycia miała maksymalną jasność 16,00m.